# マイネルシーガル
マイネルシーガル（欧字名:Meiner Segal、2004年3月31日 - 2017年1月16日）は、日本の競走馬。主な勝ち鞍に2007年の富士ステークス。
馬名は冠名の「マイネル」と映画『ある愛の詩』の原作者であるエリック・シーガルの「シーガル (Segal) 」から。

## 経歴
2004年（0歳）、北海道市場オータムセールにて610万円で落札され、その後ビッグレッドファームで育成される。

### 戦績
2006年（2歳）、9月15日に国枝栄厩舎に入厩し、10月8日に東京競馬場で行われた2歳新馬戦でデビュー。2番人気に支持されデビュー戦で初勝利を挙げる。続くいちょうステークスも制して2連勝。レース後はジョイナスファームへ短期放牧に出され、11月18日に帰厩した。そして朝日杯フューチュリティステークスに出走。馬体重は前走からプラス10キロとなっており、5番人気で6着となる。レース後は水野馬事センターに移動した。
2007年、帰厩後ジュニアカップを単勝1.7倍の1番人気に支持され、2着だったスズカコーズウェイにクビ差ながら勝利。レース後に軽いソエのためビッグレッドファームへ放牧に出され、1ヶ月ほどで帰厩した。そして出走したスプリングステークスでは2着に入り、皐月賞の優先出走権を獲得した。しかし皐月賞では、12人気で10着という結果に終わった。続いてNHKマイルカップに出走するが、6番人気で8着。レース後はビッグレッドファームへ放牧に出され、馬インフルエンザに伴う輸送制限前の8月14日に帰厩した。秋は京成杯オータムハンデキャップから始動。父仔制覇が期待される中、1番人気に支持されるが3着だった。レース後は水野馬事センターに移動し、9月27日に帰厩。続く富士ステークスでは、マイケルバローズをアタマ差で振り切り、重賞初勝利を挙げた。この勝利は父ゼンノエルシドにとっても産駒の重賞初勝利となった。なおレース後、後藤浩輝の勝利騎手インタビューでの当時問題になっていた、ある女優を模したパフォーマンスも話題となった。続く第24回マイルチャンピオンシップは10番人気で10着、阪神カップでは6着に敗れた。
2008年、1月22日に締め切られたアジアマイルチャレンジのシリーズ登録を行った。レースの初戦は高松宮記念に出走するが最下位18着だった。なおレース後の4月1日にチャンピオンズマイルへの選出馬となり招待を受諾することが発表された。4月18日にクイーンエリザベス2世カップに出走する同じく国枝栄厩舎所属のマツリダゴッホと共に出国したが、当初より4時間23分遅れでの出国となった。そして4月27日のチャンピオンズマイルに出走、中団追走から後退し、勝ち馬から11馬身差の最下位10着に敗れた。
帰国後は7月6日の米子ステークスに出走したが、6着に終わった。その後、屈腱炎を発症し長期休養を余儀なくされた。
2009年10月4日のポートアイランドステークスで復帰したが、18着と殿負けに終わった。その後レースに出走することなく2009年12月4日付けでJRA競走馬登録を抹消された。

### 競走馬引退後
競走馬引退後はビッグレッドファームを経て、福島県南相馬市の個人に引き取られ、その牧場で功労馬として余生を送っていた。2011年東日本大震災で地域が被災した際は、3月から5月まで千葉県香取市の牧場施設に一時移動していた。2017年1月16日に死亡。13歳没。

## 競走成績
| 年月日 | 年月日 | 年月日 | 競馬場 | 競走名            | 格    | 頭数 | 枠番 | 馬番 | オッズ （人気） | オッズ （人気） | 着順 | 騎手     | 斤量 | 距離（馬場）  | タイム （上り3F） | タイム 差 | 勝ち馬/（2着馬）       |
| 2006   | 10.    | 8      | 東京   | 2歳新馬           |       | 10   | 6    | 6    | 2.4             | （2人）         | 1着  | 後藤浩輝 | 55   | 芝1400m（良） | 1:23.3 (34.6)     | -0.5      | （ドリームウィン）     |
|        | 10.    | 21     | 東京   | いちょうS         | OP    | 9    | 3    | 3    | 3.3             | （2人）         | 1着  | 後藤浩輝 | 55   | 芝1600m（良） | 1:35.9 (34.5)     | -0.1      | （エイシンイチモンジ） |
|        | 12.    | 10     | 中山   | 朝日杯FS          | GI    | 5    | 7    | 12   | 9.8             | （5人）         | 6着  | 後藤浩輝 | 55   | 芝1600m（良） | 1:34.8 (35.2)     | 0.4       | ドリームジャーニー     |
| 2007   | 1.     | 7      | 中山   | ジュニアC         | OP    | 8    | 1    | 1    | 1.7             | （1人）         | 1着  | 後藤浩輝 | 57   | 芝1600m（稍） | 1:36.4 (34.6)     | 0.0       | （スズカコーズウェイ） |
|        | 3.     | 18     | 中山   | スプリングS       | JpnII | 11   | 8    | 11   | 5.2             | （3人）         | 2着  | 後藤浩輝 | 56   | 芝1800m（良） | 1:49.1 (36.7)     | 0.1       | フライングアップル     |
|        | 4.     | 15     | 中山   | 皐月賞            | JpnI  | 18   | 2    | 3    | 67.0            | （10人）        | 12着 | 後藤浩輝 | 57   | 芝2000m（良） | 2:00.6 (36.7)     | 0.7       | ヴィクトリー           |
|        | 5.     | 6      | 東京   | NHKマイルC        | JpnI  | 18   | 3    | 5    | 10.8            | （6人）         | 8着  | 後藤浩輝 | 57   | 芝1600m（良） | 1:35.3 (36.3)     | 1.0       | ピンクカメオ           |
|        | 9.     | 9      | 中山   | 京成杯AH          | GIII  | 16   | 3    | 5    | 5.8             | （1人）         | 3着  | 後藤浩輝 | 53   | 芝1600m（良） | 1:33.0 (34.4)     | 0.4       | キングストレイル       |
|        | 10.    | 20     | 東京   | 富士S             | GIII  | 18   | 2    | 4    | 8.3             | （4人）         | 1着  | 後藤浩輝 | 54   | 芝1600m（良） | 1:33.3 (34.6)     | 0.0       | （マイケルバローズ）   |
|        | 11.    | 18     | 京都   | マイルCS          | GI    | 18   | 2    | 4    | 31.6            | （10人）        | 10着 | 後藤浩輝 | 56   | 芝1600m（良） | 1:33.5 (35.3)     | 0.8       | ダイワメジャー         |
|        | 12.    | 16     | 阪神   | 阪神C             | JpnII | 18   | 7    | 13   | 37.4            | （11人）        | 6着  | 四位洋文 | 56   | 芝1400m（良） | 1:20.9 (34.8)     | 0.3       | スズカフェニックス     |
| 2008   | 3.     | 30     | 中京   | 高松宮記念        | GI    | 18   | 7    | 13   | 44.3            | （10人）        | 18着 | 柴山雄一 | 57   | 芝1200m（良） | 1:08.4 (33.5)     | 1.3       | ファイングレイン       |
|        | 4.     | 27     | 沙田   | チャンピオンズM   | G1    | 10   | 8    | 9    |                 | （-人）         | 10着 | 蛯名正義 | 57   | 芝1600m（良） | 1:35.3            |           | Good Ba Ba             |
|        | 7.     | 6      | 阪神   | 米子S             | OP    | 10   | 8    | 10   | 4.4             | （2人）         | 6着  | 福永祐一 | 56   | 芝1600m（良） | 1:33.7 (33.7)     | 0.7       | フサイチアウステル     |
| 2009   | 10.    | 4      | 阪神   | ポートアイランドS | OP    | 18   | 6    | 12   | 181.3           | （15人）        | 18着 | 幸英明   | 56   | 芝1600m（良） | 1:35.4 (36.4)     | 2.0       | クラウンプリンセス     |

## 血統表
| マイネルシーガルの血統（ニジンスキー系 / Hail to Reason 5×4=9.38%） | マイネルシーガルの血統（ニジンスキー系 / Hail to Reason 5×4=9.38%） | マイネルシーガルの血統（ニジンスキー系 / Hail to Reason 5×4=9.38%） | （血統表の出典）  | （血統表の出典） |
| 父 ゼンノエルシド 1997 青鹿毛                                       | 父の父Caerleon 1980 黒鹿毛                                          | Nijinsky                                                            | Northern Dancer   | Northern Dancer  |
| 父 ゼンノエルシド 1997 青鹿毛                                       | 父の父Caerleon 1980 黒鹿毛                                          | Nijinsky                                                            | Flaming Page      |                  |
| 父 ゼンノエルシド 1997 青鹿毛                                       | 父の父Caerleon 1980 黒鹿毛                                          | Foresser                                                            | Round Table       | Round Table      |
| 父 ゼンノエルシド 1997 青鹿毛                                       | 父の父Caerleon 1980 黒鹿毛                                          | Foresser                                                            | Regal Gleam       |                  |
| 父 ゼンノエルシド 1997 青鹿毛                                       | 父の母* エンブラ Embla 1983 黒鹿毛                                  | Dominion                                                            | Derring-Do        | Derring-Do       |
| 父 ゼンノエルシド 1997 青鹿毛                                       | 父の母* エンブラ Embla 1983 黒鹿毛                                  | Dominion                                                            | Picture Palace    |                  |
| 父 ゼンノエルシド 1997 青鹿毛                                       | 父の母* エンブラ Embla 1983 黒鹿毛                                  | Kaftan                                                              | Kashmir           | Kashmir          |
| 父 ゼンノエルシド 1997 青鹿毛                                       | 父の母* エンブラ Embla 1983 黒鹿毛                                  | Kaftan                                                              | Blessed Again     |                  |
| 母 エイシンアイノウタ 1996 鹿毛                                     | 母の父* サンデーサイレンス Sunday Silence 1986 青鹿毛               | Halo                                                                | Hail to Reason    | Hail to Reason   |
| 母 エイシンアイノウタ 1996 鹿毛                                     | 母の父* サンデーサイレンス Sunday Silence 1986 青鹿毛               | Halo                                                                | Cosmah            |                  |
| 母 エイシンアイノウタ 1996 鹿毛                                     | 母の父* サンデーサイレンス Sunday Silence 1986 青鹿毛               | Wishing Well                                                        | Understanding     | Understanding    |
| 母 エイシンアイノウタ 1996 鹿毛                                     | 母の父* サンデーサイレンス Sunday Silence 1986 青鹿毛               | Wishing Well                                                        | Tomorrowland      |                  |
| 母 エイシンアイノウタ 1996 鹿毛                                     | 母の母* エイシンララミー 1992 鹿毛                                  | Time for a Change                                                   | Damascus          | Damascus         |
| 母 エイシンアイノウタ 1996 鹿毛                                     | 母の母* エイシンララミー 1992 鹿毛                                  | Time for a Change                                                   | Resolver          |                  |
| 母 エイシンアイノウタ 1996 鹿毛                                     | 母の母* エイシンララミー 1992 鹿毛                                  | Gander Crude                                                        | Quack             | Quack            |
| 母 エイシンアイノウタ 1996 鹿毛                                     | 母の母* エイシンララミー 1992 鹿毛                                  | Gander Crude                                                        | Grey Oil F-No.2-n |                  |